# Хајнерсројт
Хајнерсројт (њем. Heinersreuth) општина је у њемачкој савезној држави Баварска. Једно је од 33 општинска средишта округа Бајројт. Према процјени из 2010. у општини је живјело 3.751 становника. Посједује регионалну шифру (AGS) 9472150.

## Географски и демографски подаци
Хајнерсројт се налази у савезној држави Баварска у округу Бајројт. Општина се налази на надморској висини од 340 метара. Површина општине износи 14,6 km². У самом мјесту је, према процјени из 2010. године, живјело 3.751 становника. Просјечна густина становништва износи 256 становника/km².

## Међународна сарадња
| Мјесто | Држава   | Врста сарадње | Од    |
| ------ | -------- | ------------- | ----- |
| Феринг | Аустрија | партнерство   | 1991. |
| Извор  |          |               |       |